# Provincia di Puerto de Mejillones
La provincia di Puerto de Mejillones è una delle 16 province del dipartimento di Oruro nella Bolivia occidentale. Il capoluogo è la città di La Rivera.
Al censimento del 2001 possedeva una popolazione di 1.130 abitanti.

## Geografia antropica

### Suddivisioni amministrative
La provincia è suddivisa in 3 comuni:
- Carangas
- La Rivera
- Todos Santos